# Bannacris punctonotus
Bannacris punctonotus är en insektsart som beskrevs av Zheng, Z. 1980. Bannacris punctonotus ingår i släktet Bannacris och familjen gräshoppor. Inga underarter finns listade i Catalogue of Life.